# Mount Vernon (Georgia)
Mount Vernon è una città degli Stati Uniti d'America, situata in Georgia, nella Contea di Montgomery, della quale è il capoluogo.